# NGC 64
NGC 64 è una vasta galassia a spirale barrata situata nella costellazione della Balena.
NGC 64 è stata scoperta il 21 ottobre 1886 dall'astronomo americano Lewis Swift.
La galassia appartiene alla classe di luminosità II-III e presenta una larga riga a 21 cm dell'idrogeno neutro. Inoltre racchiude alcune regioni di idrogeno ionizzato. Finora sono state effettuate sette misure di distanza, non basate sul redshift; la media risultante è di 100,214 parsec, valore che la pone all'interno della distanza di Hubble.